# Pedro Casado
Pedro Casado Bucho (Madrid, 1937. november 20. – 2021. január 10.) válogatott spanyol labdarúgó, hátvéd.

## Pályafutása

### Klubcsapatban
1956 és 1966 között a Real Madrid labdarúgója volt. Közben, 1957 és 1960 között kölcsönben a fiókcsapatban, a Plus Ultrában szerepelt. 1966 és 1969 között a Sabadell játékosa volt, de az 1968–69-es idényben már nem lépett pályára. 1970–71-ben az amatőr Toluca játékosaként fejezte be az aktív labdarúgást. A Real Madriddal hat bajnoki címet, egy spanyolkupa-győzelmet és két BEK-győzelmet nyert.

### A válogatottban
1961-ben egy alkalommal szerepelt a spanyol válogatottban.

## Sikerei, díjai
Real Madrid
- Spanyol bajnokság
  - bajnok (6): 1956–57, 1960–61, 1961–62, 1962–63, 1963–64, 1964–65
- Spanyol kupa
  - győztes: 1962
- Bajnokcsapatok Európa-kupája (BEK)
  - győztes (2): 1956–57, 1965–66
  - döntős: 1961–62
- Interkontinentális kupa
  - győztes: 1960

## Statisztika

### Mérkőzése a válogatottban
| Spanyolország | Spanyolország    | Spanyolország                     | Spanyolország | Spanyolország | Spanyolország | Spanyolország | Spanyolország | Spanyolország |
| #             | Dátum            | Helyszín                          | Hazai         | Eredmény      | Vendég        | Kiírás        | Gólok         | Esemény       |
| ------------- | ---------------- | --------------------------------- | ------------- | ------------- | ------------- | ------------- | ------------- | ------------- |
| 1.            | 1961. április 2. | Madrid, Santiago Bernabéu stadion | Spanyolország | 2 – 0         | Franciaország | barátságos    | -             |               |
|               | Összesen         |                                   |               | 1             | mérkőzés      |               | 0             | gól           |